# Guido Roumec
Guido Leonel Roumec (Stroeder, Buenos Aires, 8 de enero de 1991) es un jugador de balonmano y su último club fue el Club Deportivo San Francisco de Bahía Blanca. 

## Clubes
| Club                        | País      | Año        |
| --------------------------- | --------- | ---------- |
| Club Atlético Rosendo López | Argentina | 2008-2009  |
| Club San Francisco          | Argentina | 2009- 2009 |
| Club San Francisco          | Argentina | 2011- 2012 |

## Títulos
| Título             | Club                        | País      | Año  |
| ------------------ | --------------------------- | --------- | ---- |
| Copa Independencia | Club Atlético Rosendo López | Argentina | 2008 |

- Datos: Q5888143